# Blepharis flava
Blepharis flava är en akantusväxtart som beskrevs av K. Vollesen. Blepharis flava ingår i släktet Blepharis och familjen akantusväxter. Inga underarter finns listade i Catalogue of Life.